# Īga (album)
Īga (in telugu ఈగ, Hunter: Eega, lett. "la mosca") è l'album per la colonna sonora dell'omonimo film fantasy indiano del 2012. La sua versione tamil s'intitola Nān Ī (in tamil நான் ஈ, Hunter: Naan Ee, lett. "io, la mosca"). Composta da M. M. Keeravani, la colonna sonora del film consta di cinque brani in entrambe le versioni telugu e tamil; una di queste cinque canzoni è una versione remixata del brano d'apertura del film. La colonna sonora, pubblicata in telugu e tamil il 4 aprile e il 2 maggio 2012, ha ottenuto successo e presso la critica e presso il pubblico.

## Sviluppo
Le colonne sonore di Īga e Nān Ī, composte da M. M. Keeravani, constano di cinque brani ciascuna, di cui uno che è una versione remixata del brano d'apertura del film. Madhan Karky redasse i testi di tutte le canzoni di Nān Ī. Ramajogayya Sastry, Anantha Sreeram, Chaitanya Prasad e Keeravani composero i testi per una canzone ciascuno di Īga La canzone "Sapnon Ki Ek", che è parte della colonna sonora di Makkhī, fu cantata da Kaala Bhairava su testo di Anuj Gurwara; Gurwara prestò poi la propria voce per la canzone "Lava Lava" in Īga e per la canzone "Thoda Hans Ke" in Makkhī, per cui scrisse anche il testo.
Keeravani dichiarò che, poiché il tema del film (la vendetta) e il protagonista (la mosca) erano concetti universali, la sua «unica sfida» fu quella di garantire che le melodie fossero prive di «un sapore etnico o regionale distinto» e che «piacessero a tutti». Dichiarò di aver «cercato di giocare» col ronzio generato dalle mosche nella colonna sonora di sottofondo e di averlo adattato, esagerandolo o attenuandolo, in base alle emozioni espresse dalla scena. Rajamouli contattò Karky dopo l'uscita di Enthiran (2010) e gli chiarì l'importanza di ogni canzone nel contesto narrativo del film. Per facilitare Karky, Rajamouli gli fornì profili dettagliati dei personaggi, mettendo egli stesso in scena alcune sequenze di scena. Per la canzone "Veesum Velichathiley" ("Nene Nanine" in telugu), eseguita da Karthik in tamil e da Deepu in telugu, Karky inserì nei testi alcune menzioni sull'uso di matite e lenti d'ingrandimento:  riferimenti all'attività di microartista della protagonista femminile del film. Commentando il loro lavoro, Rajamouli dichiarò: «hanno davvero fatto emergere l'indole dal cuore infranto del personaggio». Karky ha descritto "Konjam Konjam" ("Konchem Konchem" in Telugu) come una «canzone personale che caratterizza l'eroe» del film, ispirando la protagonista femminile a realizzare un'opera di microarte per l'amato. Il brano "Lava Lava" assume il punto di vista dell'antagonista, mentre "Eeda Eeda" ("Eega Eega" in telugu) esprime la brama di vendetta della mosca protagonista.

## Elenco delle tracce

### Telugu
1. Deepu, Sahithi – Nene Nani Ne – 4:13 (M. M. Keeravani)
2. Deepu, Rahul Sipligunj, Sravana Bhargavi, Chaitra – Eega Eega Eega – 4:47 (testo: Ramajogayya Sastry)
3. Vijay Prakash – Konchem Konchem – 4:06 (testo: Anantha Sreeram)
4. Anuj Gurwara, Shivani – Lava Lava – 3:54 (testo: Chaitanya Prasad)
5. Deepu, Rahul Sipligunj, Sravana Bhargavi, Chaitra – Eega Eega Eega (Remix) – 4:20 (testo: Ramajogayya Sastry)

### Tamil
Testi di Madhan Karky.
1. Karthik, Sahithi – Veesum Velichathile – 3:08
2. Ranjith – Eedaa Eedaa – 4:47
3. Vijay Prakash – Konjam Konjam – 4:07
4. Achu, Shivani – Lava Lava – 3:54
5. Ranjith, Deepu, Rahul Sipligunj, Sravana Bhargavi, Chaitra – Eedaa Eedaa (Remix) – 4:19

### Malayālaṃ
Testi di Mankombu Gopalakrishnan.
1. Vidhu Prathap, Sahithi – Veeshum Velichathile – 3:09
2. Ranjith – Eecha Eecha – 4:54
3. Sudeep Kumar – Konjam Nenjam – 4:07
4. Achu, Shivani – Lava Lava – 3:55
5. Ranjith, Deepu, Rahul Sipligunj, Sravana Bhargavi, Chaitra – Eecha Eecha (Remix) – 4:25

### Hindī
Testi di Neelesh Misra, tranne "Thoda Hans Ke" e "Sapnon Ki Duniya", scritti da Anuj Gurwara.
1. KK, Sahithi – Are Are Are – 4:12
2. Deepu, Rahul Sipligunj – Naam Apun Ka Jani – 4:47
3. Anuj Gurwara – Thoda Hans Ke – 4:07
4. Anuj Gurwara – Lava Lava – 3:53
5. Kaala Bhairava – Sapnon Ki Ek Duniya Hai – 2:49
6. Deepu, Rahul Sipligunj, G. Jeevan Babu – Naam Apun Ka Jani (Remix) – 4:20

## Pubblicazione
La colonna sonora di Īga fu pubblicata il 4 aprile 2012 in occasione d'un evento promozionale presso l'accademia Shanti Sarovar del movimento Brahma Kumaris, a Gachibowli. La colonna sonora di Nān Ī fu pubblicata il 2 maggio 2012 in occasione di un altro evento promozionale, al Sathyam Cinema di Chennai. A quattro giorni dall'uscita della colonna sonora di Īga, i produttori decisero di pubblicare le tracce anche su iTunes, nel tentativo di arginare la pirateria e i download illegali. L'album della colonna sonora, commercializzato da Vel Records e da Sony Music India, mostra in copertina un'immagine della mosca di fronte a un microfono e con in dosso un paio di cuffie.

## Accoglienza
La colonna sonora ha ricevuto il plauso della critica, conseguendo anche successo commerciale. Scrivendo per The Hindu, Sangeetha Devi Dundoo giudicò la colonna sonora «melodiosa», osservando che è «in netto contrasto con la musica di sottofondo, che passa senza soluzione di continuità dal sobrio al giocoso al pulsante». Un altro critico di The Hindu, S. R. Ashok Kumar, lodò l'esecuzione di Vijay Prakash in 'Konjam Konjam'", apprezzò le parti eseguite al violino nella canzone "Eedaa Eedaa" e scrisse di "Lava Lava" che fu a good number. Karthik Pasupulate di The Times of India dichiarò che Keeravani «sembra riservare il meglio di sé» per Rajamouli e definì la colonna sonora «una delle sue migliori». Y. Maheswara Reddy, scrivendo per Daily News and Analysis, definì "Konchem Konchem" il miglior brano della colonna sonora. Kaushik L. M. di Behindwoods definì l'album «una buona raccolta di performance di Maragathamani» e soggiunse: «Se il film soddisferà i nostri pronostici, allora alcuni brani avranno grande successo, in particolare la canzone d'apertura». Vishnupriya Bhandaram, anche lui di The Hindu, ha inserito "Konchem Konchem" nell'elenco delle canzoni indiane melodiose più popolari e acclamate per l'anno 2012.